# Rinspeed Splash
O Splash é um modelo da Rinspeed.